# Fender Telecaster
Fender Telecaster（有时亦简称为“Tele”）是一种电吉他的型号。它由美国吉他制造商芬达乐器公司由1950年开始一直生产至今，也是世界上第一款量产并且取得了商业上的成功的实心电吉他。它原本是分成两条产品线的，一条是Esquire，另一条是Broadcaster。后者的名称由于法律问题，不得不改名为Telecaster。Telecaster自出现以来被许多知名的音乐家演奏过。当今，人们普遍认为它与Fender Stratocaster和Gibson Les Paul一同属于电吉他经典型号。

## 历史
李奥·芬达在加利福尼亚州的富勒顿经营了一家小型的无线电公司，他在很早时就开始制造并维修用于播放音乐的放大器了。在1940年时，李奥·芬达在1940年代开始与克莱顿·奥尔·“博士”·考夫曼（英語：Clayton Orr "Doc" Kauffman）合作，并且创立了K&F制造公司（K&F是考夫曼与芬达的首字母缩写），这家公司制造夏威夷钢棒吉他。考夫曼只会弹普通的吉他，而芬达则不会演奏任何弦乐器，所以他们两人在1943年决定制造一把普通的电吉他原型用于测试。这把电吉他原型的核心是一把夏威夷钢棒吉他，两人用普通的吉他琴颈替代了适合使用滑棒演奏的夏威夷钢棒吉他琴颈。这把原型吉他最初由考夫曼演奏，用来测试新型的拾音器。后来，其他音乐家来芬达的公司修理他们的乐器的时候，这把原型琴也被借给他们暂时使用过。

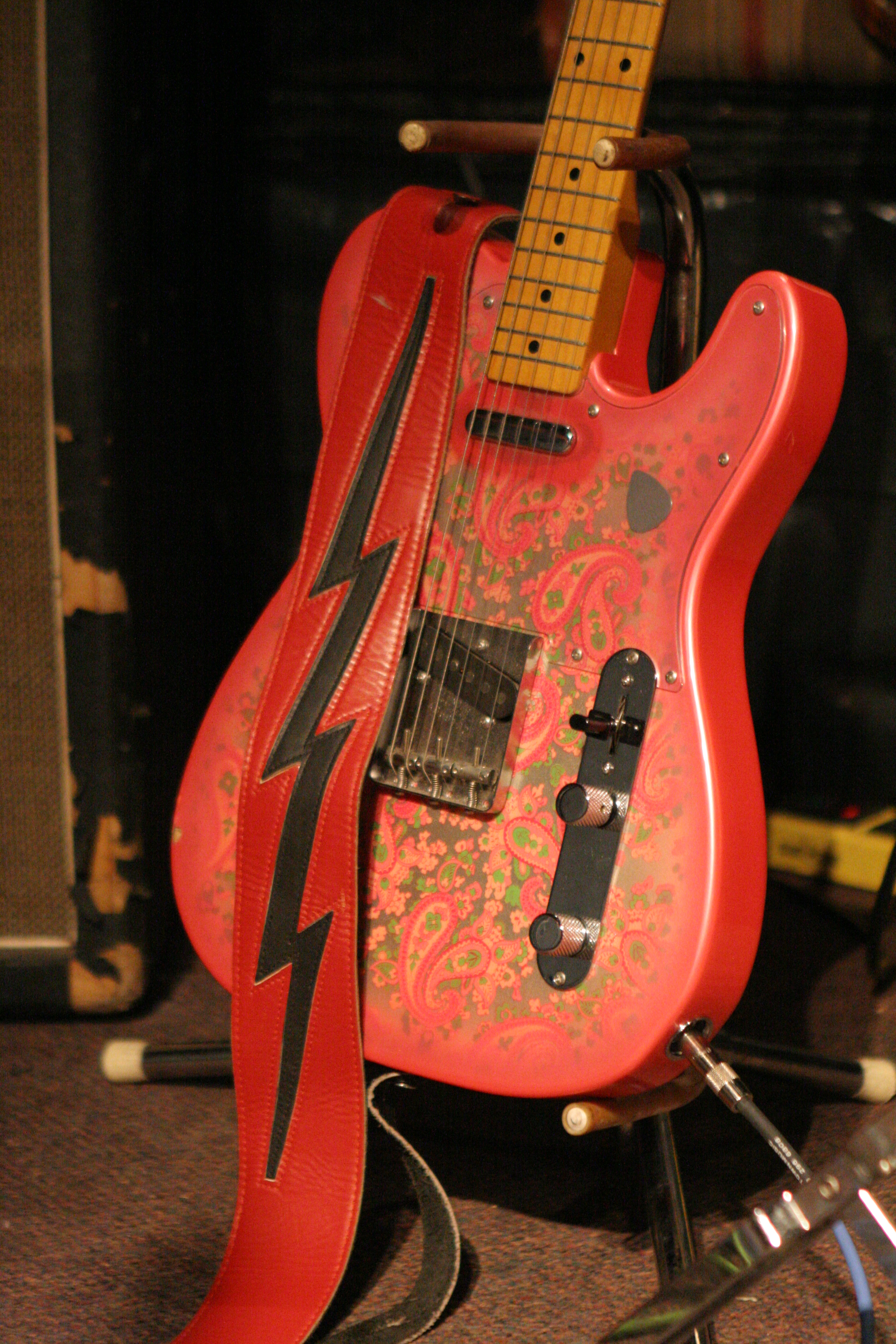
Fender Telecaster Pink Paisley

在1940年代间，音乐家与制琴师想出了利用实心琴体制造吉他的点子，因为这样可以把原声吉他空心琴体产生的反馈消除，亦可以产生清晰的电声。早在1930年代，“博士”·考夫曼与里肯贝克公司开发了一款由酚醛树脂制成的实心琴体电吉他。这款吉他配备有一个继电器的颤音装置。吉他非常重，必须架在一个特制的支架上才能演奏。在1931年时，乔治·布尚（英語：George Beauchamp）与里肯贝克公司开发出了一款搭载了拾音器的量产吉他型号“Rickenbacker Frying Pan”，这是一款夏威夷钢棒吉他。音乐家莱斯·保罗（英語：Les Paul）在1940年展出了一把诨名为“原木”的电吉他，它是由一把原声爵士吉他剖开，并且在其中安装了一块实心木块所制。而摩托车机械师保罗·比格斯比（英語：Paul Bigsby）在1948年与音乐家梅勒·特拉维斯（英語：Merle Travis）一同开发出了一款部分实心的吉他型号“Bigsby/Travis”，它由比格斯比的公司作为一个很小的系列进行制造。这把吉他在后来的时间里被加利福尼亚州的许多乡村音乐家所使用并且获得了一定的成功。李奥·芬达当时作为技术人员参加了许多加利福尼亚州的音乐会。他仔细地观察了吉他的发展，并且还借了特拉维斯的吉他作进一步的研究。
在从不同的想法与实践中汲取了灵感之后，芬达在1940年代末期着手设计自己的吉他型号。在芬达开始构思时，他就决定新的设计必须要便于生产，而且还要价格低廉。因此所有的电子元器件和金属部件都是沿用了夏威夷钢棒吉他的，并且第一把原型吉他的琴体也采用了便宜的胶合板。琴颈则采用了枫木，并且摒弃了传统的粘接式连接方法，而是采用了螺钉将琴颈固定在琴体上。这种结构是沿用了考夫曼的实心酚醛树脂吉他的设计方式，那种吉他型号的琴颈与琴体间也采用了螺钉连接。这种结构的好处是它在简化了制造工艺的同时，也使得更换琴颈变得更加方便，从而亦降低了修理的难度。芬达甚至多前进了一步，他在设计琴颈的结构时，将置于琴颈内的钢筋给去掉了。这根钢筋用于抵消由于琴弦产生的拉力，从而防止琴颈扭曲甚至断裂。这根钢筋在钢弦吉他上是不可或缺的，但是当时芬达却认为，若吉他琴颈出现损坏，吉他手应当直接把整条琴颈换掉。芬达把这把上了白色的油漆的原型吉他借给了许多音乐家使用，以便收集不同的人对它的评价。在收到了第一条正面的评价之后，芬达即决定将它做成量产的型号。
量产的产品与原型吉他不同的是，量产吉他的琴体使用了梣木，这种木材非常适合大批量的加工，并且价格低廉。除此之外，量产型号的琴头是非对称的，所有的调弦旋钮都在一侧并且排成一条线，这个细节是芬达从“Bigsby/Travis”吉他型号上借鉴来的。奥地利的制琴师约翰·吉奥格·施陶弗（德語：Johann Georg Stauffer）享有这种设计的专利权，他于1825年在维也纳将这种设计付诸于实践。量产型号的琴桥拾音器取自夏威夷钢棒吉他。量产型号最初在1950年的夏天以“Esquire”的名称进行发售，那时它的琴颈内亦没有钢筋支撑。然而在运输的过程中，有些吉他的琴颈就已经损坏了，这使得芬达不得不做出妥协，在琴颈中放置钢筋。然而在那时，制造好的琴颈已经交付了，按照传统的工艺很难将钢筋放入已经制造完成的琴颈内。因为传统工艺是将钢筋放入指板下面的凹槽中，然后再将指板粘合在琴颈上。然而那时的Telecaster的琴颈是一体式的，它没有可以分离的指板，品丝直接安装在琴颈上。芬达为此发明了新的工艺，他在一体式的琴颈后方铣出一条凹槽，并且将钢筋放入凹槽中，最后用一根深色的木条将凹槽封住。
Broadcaster电吉他型号在1950年的冬天作为Esquire型号的修订版出现。它的琴颈中安装了钢筋，并且在靠近琴颈的位置安装了第二个拾音器。取Broadcaster（“broadcast”一词在英语中有“广播”之意）作为吉他的名称，主要是迎合了当时电视广播的流行，给人们一个这把吉他非常现代化的印象。然而“Broadcaster”这个名称却与Gretsch公司已经发布的一套鼓的名称“Broadkaster”相近，这让芬达公司在1951年2月不得不撤回这个名称。为了让产品的生产不中断，芬达采取了一个实用主义的解决方案。他去掉了乐器上的型号名称“Broadcaster”，仅留下生产厂商的名字“Fender”。这段时期的吉他被今日的吉他收藏者称作“Nocaster”（前缀“no-”在英文中意为“不”或“没有”）。最终在1951年的夏天，芬达公司为了避免法律上的问题，将吉他更名为Telecaster（前缀“tele-”在英文中与“television”一词的前缀相同，后者意为“电视”），这也是现今为人们所知的名称。

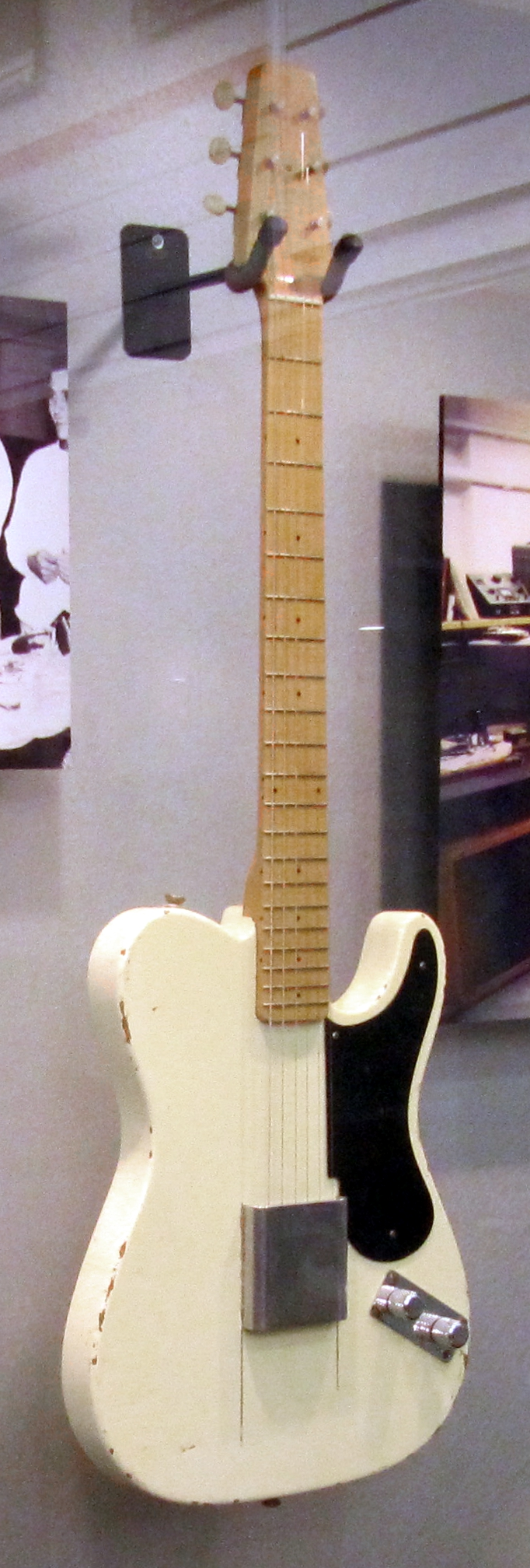
1949年Broadcaster电吉他的原型，现藏于芬达吉他厂博物馆
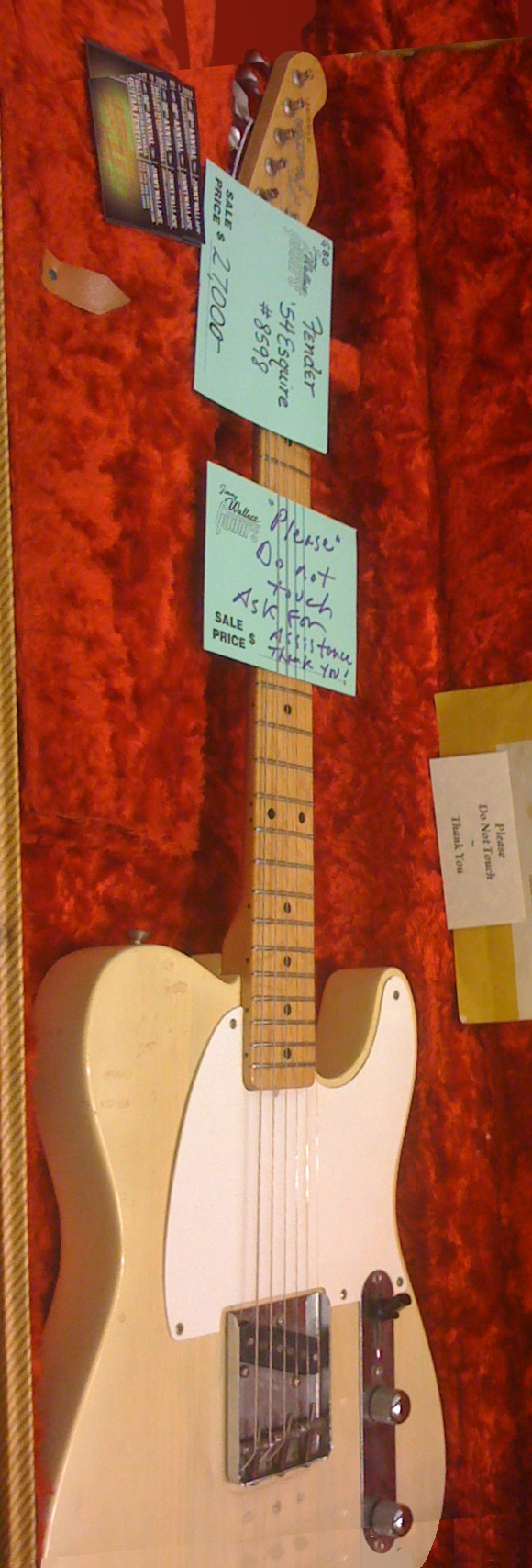
1954年产Esquire电吉他
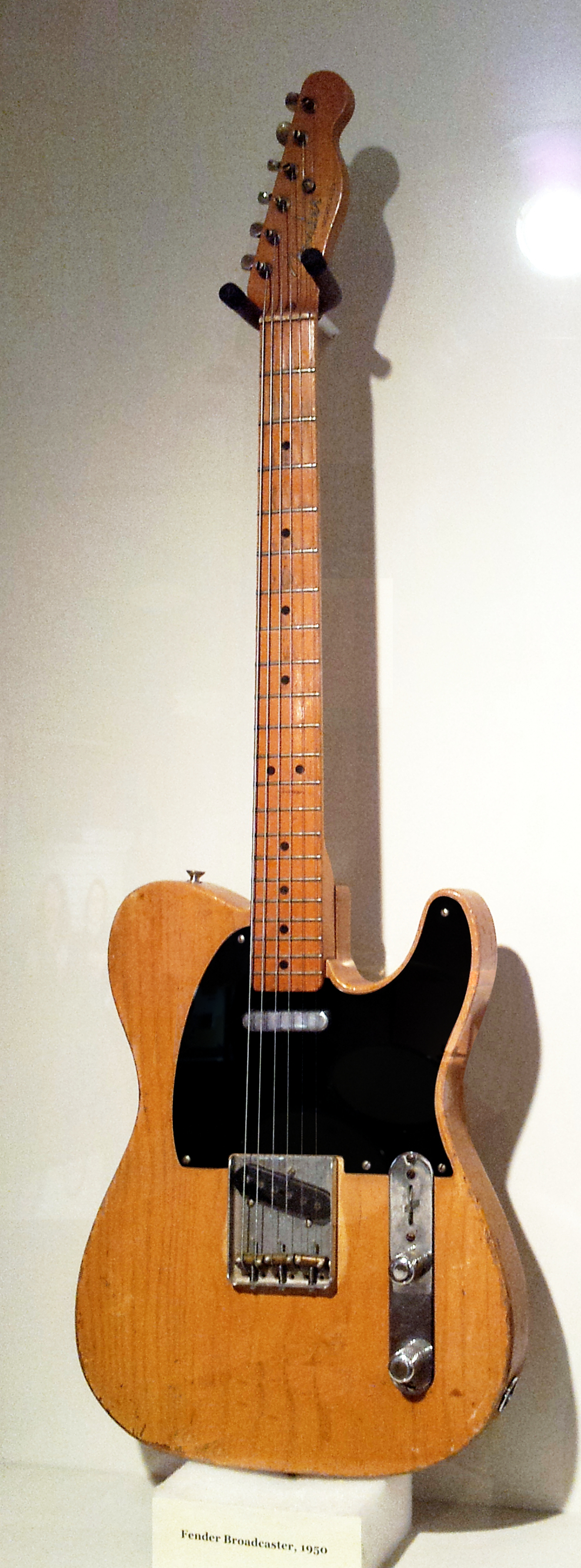
1950年产Broadcaster电吉他
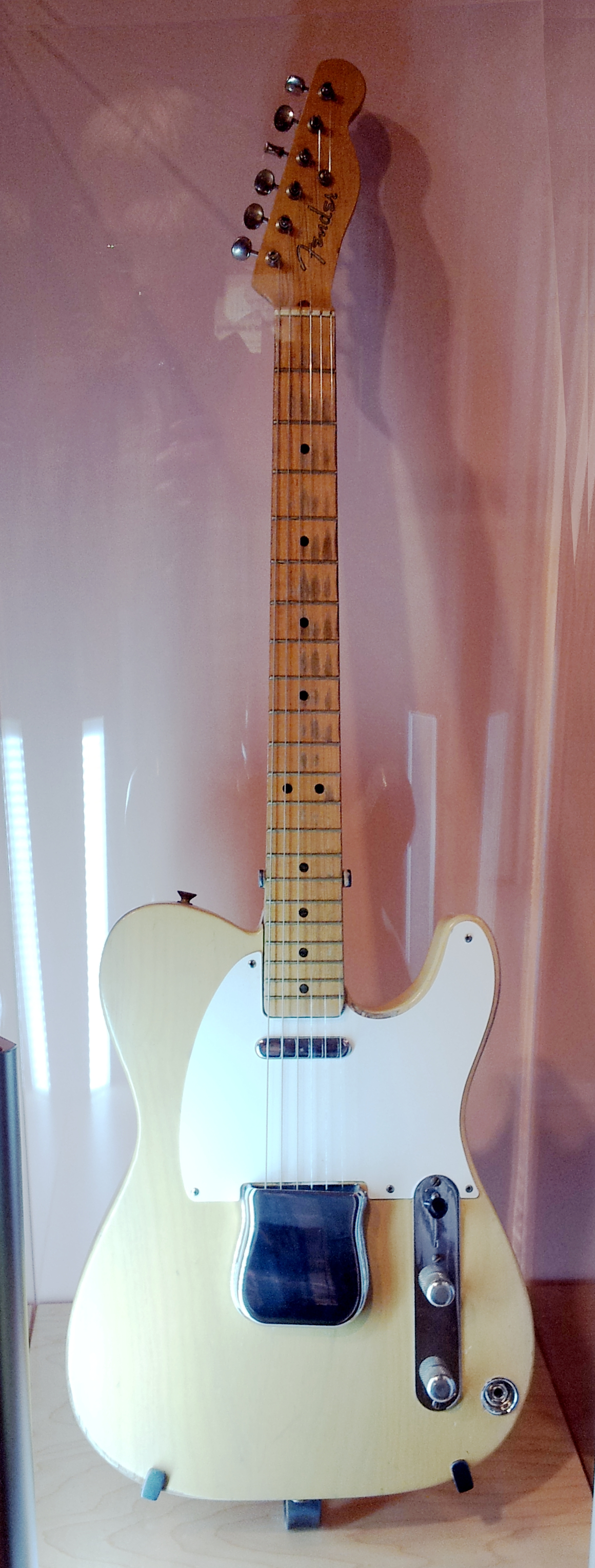
1951年产Nocaster电吉他，明显可以看出琴头上只有“Fender”字样，没有型号名称
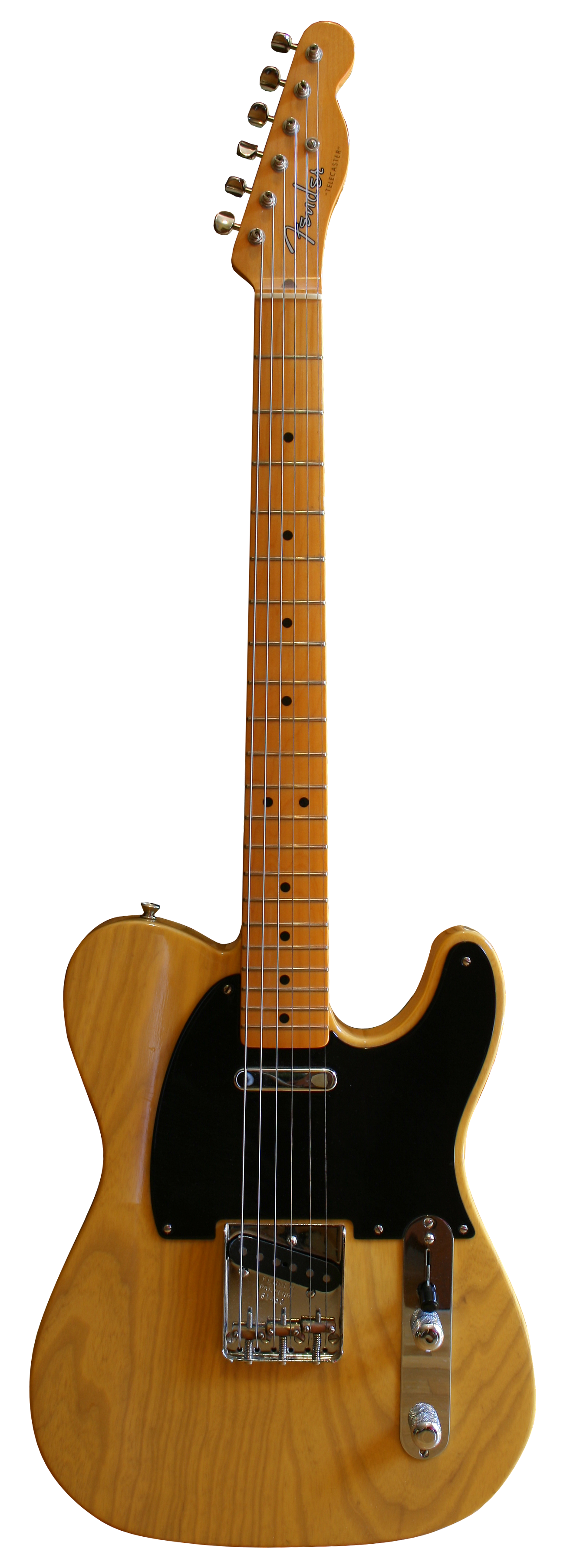
1952年产Telecaster电吉他

在1952年李奥·芬达开始开发Stratocaster时，他认为新的吉他型号一定会将Telecaster完全取代。然而实际情况却是Telecaster依然活跃在乡村、布鲁斯、摇滚等音乐风格中，在好几年里它的销售量都超过了Stratocaster吉他。出于这个原因，Telecaster被保留在了芬达公司的生产项目中，并且时至今日仍在生产。

## 结构
Telecaster是一种电吉他型号，弦长为648毫米，琴体外形轮廓参考了原声吉他共振腔的形状，但是它的琴体却是实心的，所以更为扁平。它的琴体由单块实心木材或多块木材拼接而成。起初，Telecaster仅使用梣木制造，后来的型号中也使用了不同的木材制作琴体，例如桤木。它的琴颈由枫木制成。琴颈与琴体的连接处的下方有一个缺角（英語：cutaway）这使得吉他手在高把位演奏时更加舒适。
指板方面，最初的型号采用的是一体式琴颈（英語：one-piece-mapleneck），后来的型号中亦有采用粘合的蔷薇木指板。最早的Telecaster型号有21品，现今也有22品的型号。李奥·芬达并不是出于音质的因素选择的木材，而是纯粹地满足了工业化生产的需求。梣木制作的琴体价格低廉，并且非常适于大规模的加工生产。枫木制作的琴颈强度非常高，枫木在保龄球瓶和棒球棒上的应用中也证明了它非常适合机械加工。
最初的Telecaster型号以及现在的基本版Telecaster型号均配备了两个单线圈拾音器。它的琴桥拾音器由芬达公司为夏威夷钢棒吉他所制，从1940年代以来几乎没有改动，使用三颗螺钉固定在琴桥的底板上。由于琴桥拾音器是倾斜安置的，这会将吉他的低音部分轻微地放大。早期Telecaster型号的琴桥上有一个防止电磁干扰的金属盖，有人将其戏称为“烟灰缸”。很早就有吉他手将金属盖拆下来，这是因为它妨碍了吉他手使用一些闷音的技巧。它的琴颈拾音器较小，并且有金属盖覆盖。
吉他上的电路控制组件有一个拾音器选择开关，一个音量旋钮和一个音色旋钮。
这种简单的结构使得在此基础上进行拓展十分容易。所以Telecaster的结构在个人的改装版本之间，甚至是芬达公司生产的不同型号之间都有极大的差异。

## 子型号

### 芬达公司生产的Telecaster
芬达公司在它的历史中曾生产过的Telecaster子型号多如牛毛，不同的子型号的结构与配置有非常大的差异。某些子型号的生命周期非常短，只为某些吉他收藏家和专家所知。下面的篇幅仅仅列出了一些流传度较广的子型号：
- Esquire：配备了一个单线圈拾音器的入门款型号。在1950年作为Telecaster系列的第一种吉他型号面世，后停产。
- Custom：Custom实际上指的是一系列的特殊吉他型号，它们在配置上胜过普通量产版的Telecaster。“Custom Telecaster”作为一个特殊的型号从1959年起开始发行。它们的琴体由桤木所制（标准款的琴体则由梣木制造），某些款式由奶油色的油漆覆盖，某些则为夕阳渐变色（英語：sunburst），蔷薇木指板，某些型号的金属部件还镀了金。而在1972年，该型号更名为“Telecaster Custom”，并且某些零部件与之前的型号有所不同。这些差异包括配备有一个或两个双线圈拾音器，采用了Gibson Les Paul的电路，采用了Stratocaster较大的琴头，以及用胶粘合式的琴颈等等。

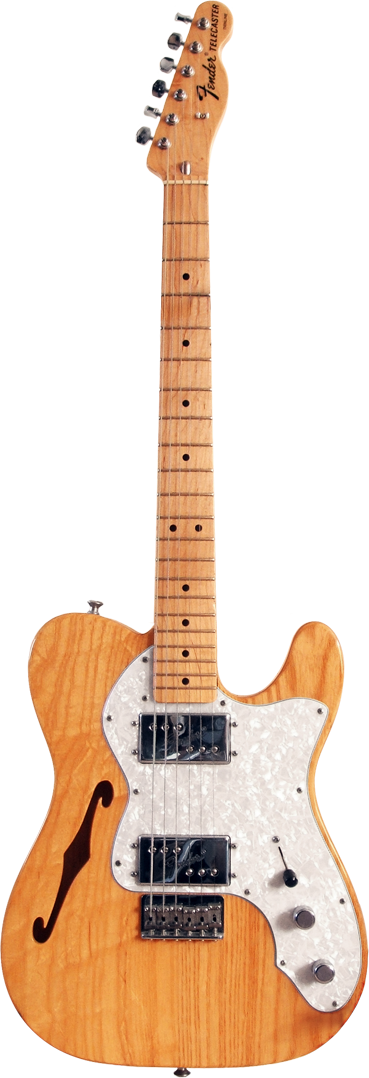
72年款配备有双线圈拾音器的Telecaster Thinline电吉他

- Thinline：这种型号于1968年前后问世，它的一部分琴体是中空的，并且有一个F形音孔（对应了其名称Thinline即“细线”之意）。根据型号之间的差异，Thinline系列既有配备原版的单线圈拾音器的吉他型号，也有配备了专门为这种系列设计的双线圈拾音器的吉他型号。配备了双线圈拾音器的型号甚至被认为是Gibson ES-335系列直接的竞争对手，因为它也有部分空心的琴体。

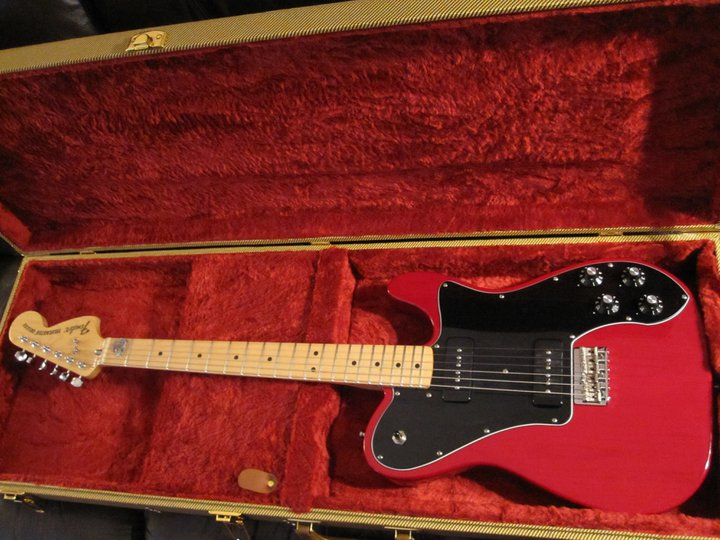
配备有P-90拾音器的Telecaster Black Dove Deluxe电吉他

- Deluxe：最初曾发行于1972年至1981年之间，后有多次重新发行。这种型号是有Telecaster的琴体，并配有两个由芬达公司生产的双线圈拾音器，两个拾音器分别有音量和音色控制旋钮（共四个）。琴颈由枫木制成，琴头的形状与普通的Telecaster形状有所不同，而与Stratocaster的琴头有相似之处。某些型号甚至配备有琴桥颤音装置。2009年生产的Black Dove Deluxe使用了两个P-90拾音器。由中国制造的Modern Player Thinline Deluxe则在Black Dove Deluxe琴型两个P-90拾音器的基础上，采用了有F形音孔的桃花心木制成的琴身。
- Nashville Tele：这个系列的吉他配备有三个单线圈拾音器，并且配备了与Stratocaster相同的电路，这为原本的Telecaster拓宽了音色的选择范围。“Nashville”这个名字来源于纳什维尔（英語：Nashville）难以计数的录音室——许多乡村音乐的录音都是在纳什维尔的录音室里完成的。虽然Telecaster最早的型号受到了乡村音乐吉他手的喜爱，但是这些吉他手在录音室里却需要根据不同的情况用不同的音色演奏。由于原款Telecaster已经无法达到这样的要求，为了继续让那些吉他手使用Telecaster进行录音，“Nashville Tele”就应运而生了。
- B-Bender Tele：这种型号的Telecaster的前背带扣与一套特殊的弯音（Bender）装置相连，使用它可以将吉他的B弦升高一个全音，这也是“B-Bender”这个名称的由来。如果熟练使用这套装置的话，吉他手就可以制造出类似于夏威夷钢棒吉他的声音。开创这种技巧的吉他手是飞鸟乐队乐队的吉内·帕森斯（英语：Gene Parsons）和克拉伦斯·怀特（英语：Clarence White），他们在1968年改装了一把Telecaster吉他，并且让这种弯音装置流传了开来。
- Telecaster HH：这种型号在2003至2007年间由美国芬达公司生产，它配备了两个增强版双线圈拾音器，并且配有S-1开关，可以起到分线圈（英語：coil-split）的效果。

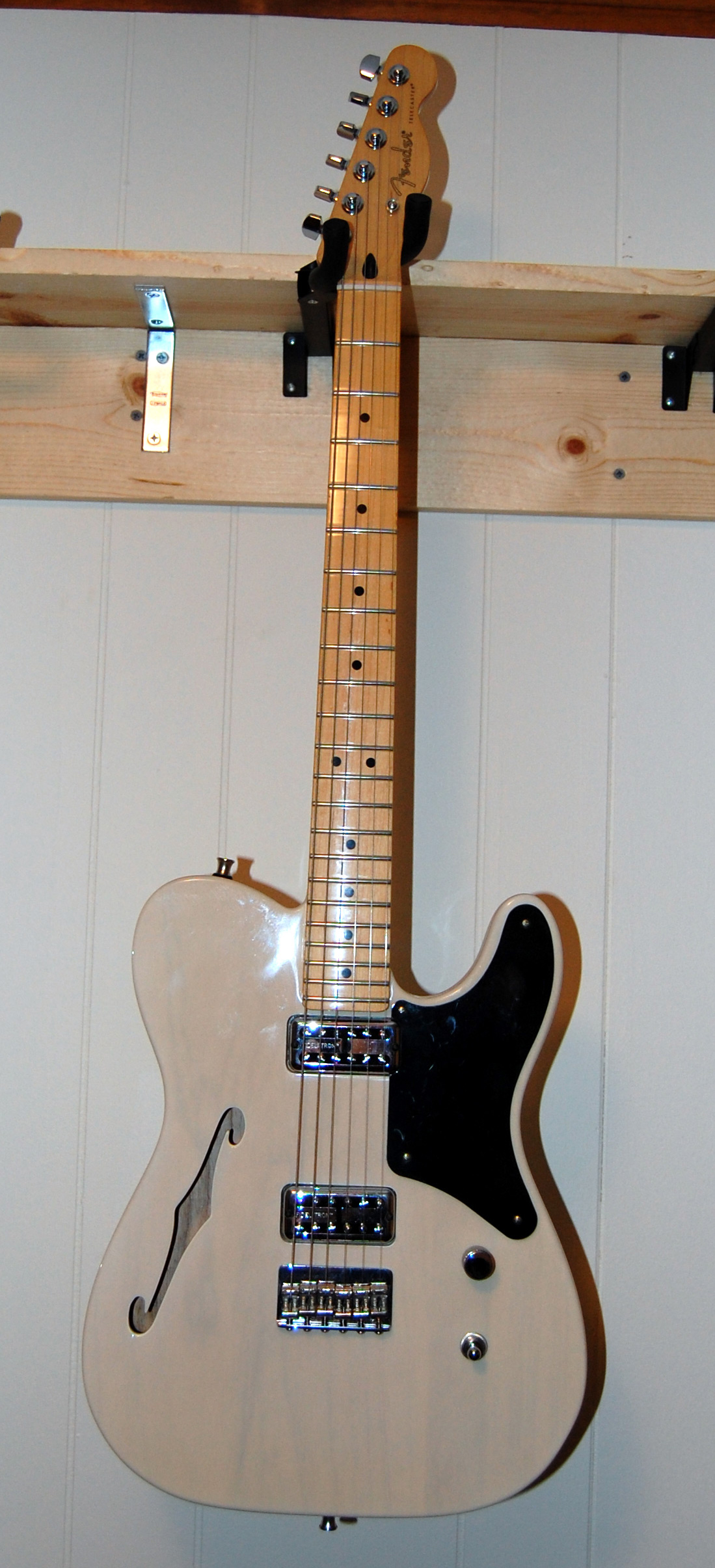
墨西哥产，配备有Fidelitron拾音器的Telecaster Cabronita电吉他

- Cabronita：这种型号于2009年问世。它的名字是一个自造词，有“小杂种”的意味。这种Telecaster型号除了有Thinline子型号的特征外，还有一个类似于Broadcaster原型吉他的小型护板。与大多数其他的Telecaster型号不同，这个型号的吉他的电路从琴体背面穿过。它最初可以在芬达公司的自定制商店（英語：Fender Custom Shop）订购，可以选择配备1至3个TV Jones公司生产的TV Classic拾音器。从2011年开始，Cabronita作为量产版在美国生产，并且配备有两个拾音器。它的音色控制旋钮被去掉了，取而代之的是一个3档开关，可以在不同的拾音器间进行选择。另外它还配备一个音量旋钮。从2012年起，Cabronita开始由墨西哥与中国（作为Squier品牌）生产，并且搭载一个Fidelitron琴颈拾音器和一个单线圈琴颈拾音器，另配有比格斯比（英語：Bigsby）琴桥颤音装置。
- Telecaster Bass：这是一种电贝斯型号，它是早期的贝斯型号Fender Precision Bass（英语：Fender Precision Bass）的新外形版本。由于芬达公司避免为两个外形不同的乐器用同一个名字，并且新的贝斯外形又与Telecaster吉他有些许相似之处，故称为“Telecaster Bass”即Telecaster贝斯。
- Telecoustic：这是一种原声（英語：acoustic）吉他的型号，其名称来自于“Tele”与“acoustic”两个词的合成词。它的空心琴体的轮廓与Telecaster吉他相同。虽然它是一种原声吉他，但是由于它的琴体较小，所以声音也非常小，在舞台上必须使用压电传感器拾音器（德語：Piezo-Tonabnehmer）将声音放大。

### Squier品牌下的Telecaster吉他型号

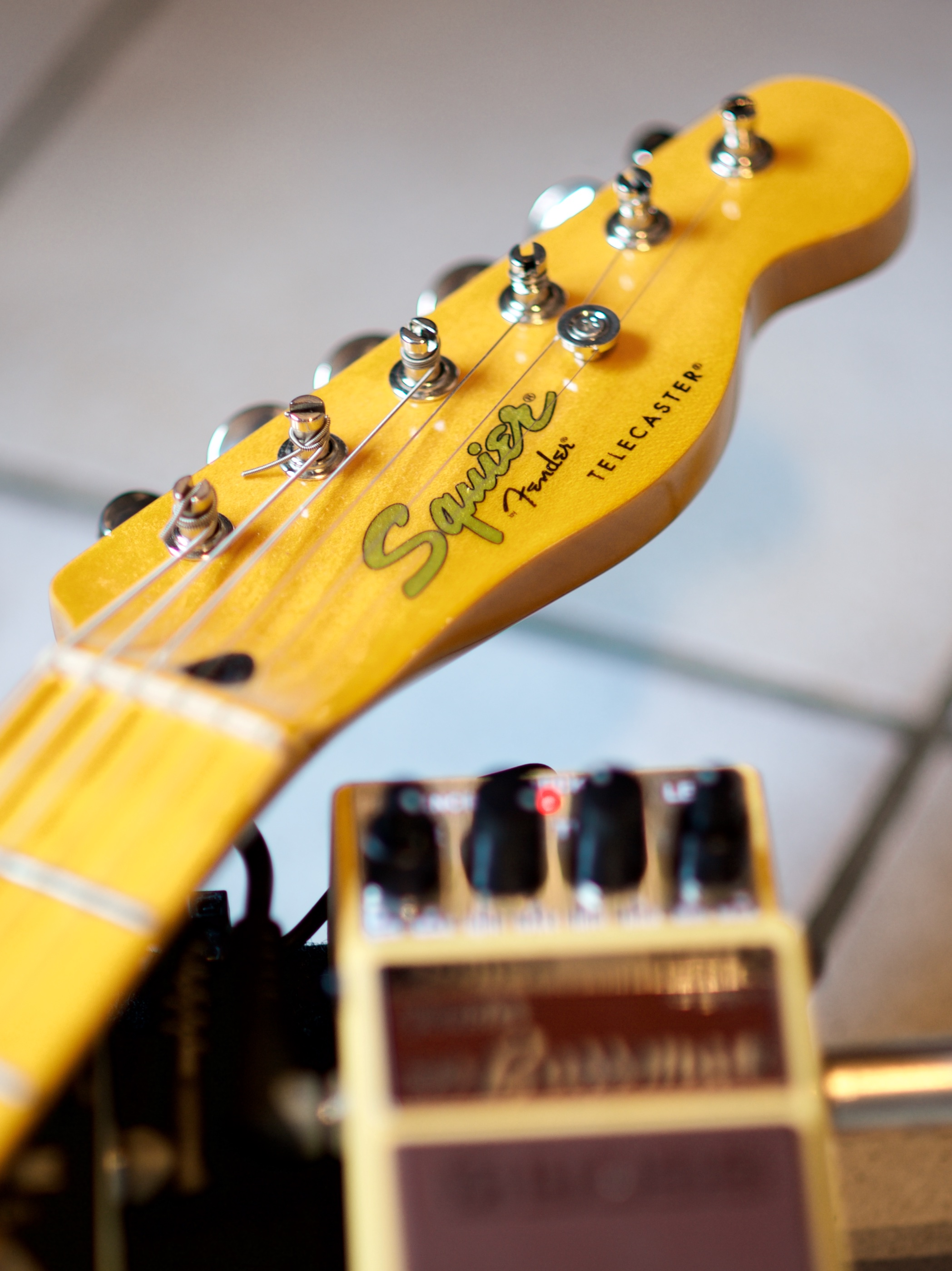
Squier公司产CV 50s Telecaster的琴头

Telecaster是一种经常被仿制的吉他型号。由于他的形状与结构都非常简单，这使得仿制它也变得非常简单。虽然芬达公司也曾经尝试通过法律的途径遏止这些仿制品，但是它们依然层出不穷。为了限制仿制品的利润，芬达公司从1980年代开始，由它的姊妹公司Squier在亚洲生产低端型号占领市场。由Squier公司生产的吉他型号主要是价格低廉的入门款型号和芬达公司所生产的历史型号的仿制品。除此之外也有极少数的由芬达公司的产品改进而来的自主开发吉他型号。

### G&L公司生产的ASAT系列吉他型号

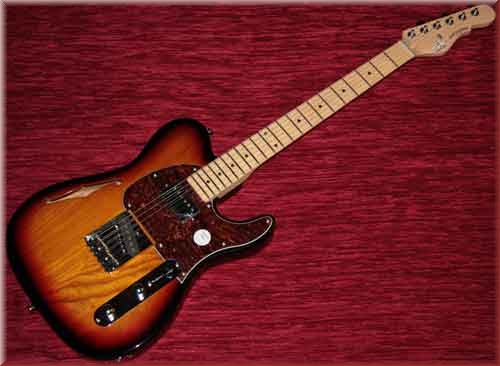
ASAT Classic Bluesboy半空心吉他

李奥·芬达在1980年与乔治·富勒顿一同成立了G&L乐器公司，“G”与“L”分别为乔治·富勒顿（英語：George William Fullerton）与李奥·芬达(英語：Leo Fender)的人名首字母缩写。G&L公司亦生产与Telecaster非常相似的电吉他型号，尤其是ASAT系列，它的形状与构造都是与Telecaster极为相似，然而在一些关键的零部件方面，例如拾音器与琴桥等，则是由芬达公司生产的Telecaster改进而来的。

### 其他厂家生产的Telecaster吉他型号

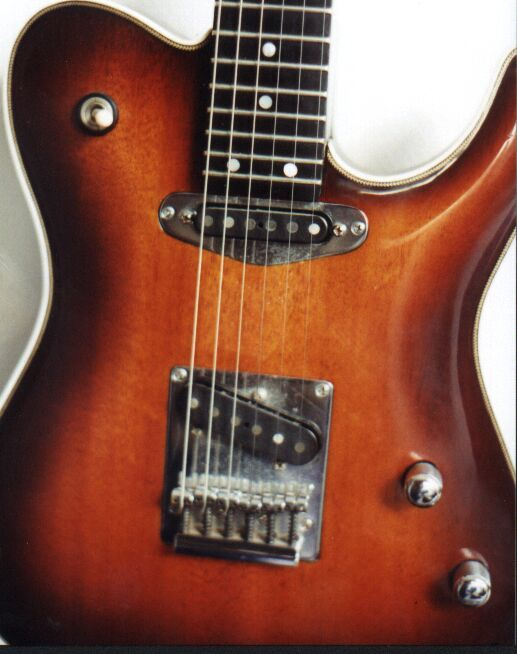
Valley Arts公司生产的Telecaster型吉他

其他厂家生产的Telecaster吉他型号大致上可以分为两种：一种是仿制Telecaster，并且换上另外一个名字，以极低的价格出售；另外一种则是高端的“定制化（英語：customizing）”的路线。走定制化路线的厂家大多是表面上利用了Telecaster的外形与结构，使得吉他给人一种大气的印象。而在内在的方面，这些吉他往往会使用昂贵的木材、高端的电子元件、粘结式琴颈与精美的漆面。生产这种定制化Telecaster的著名厂家有Sadowsky与Valley Arts。